# John Stott
John Robert Walmsley Stott (ur. 27 kwietnia 1921 w Londynie, zm. 27 lipca 2011 w Lingfield) – angielski teolog anglikański, duchowny Kościoła Anglii, jeden z czołowych przywódców XX-wiecznego ewangelikalizmu, nieformalny lider Kościoła niskiego w angielskim Kościele państwowym.
Studiował w Trinity College na Uniwersytecie Cambridge.
Autor dwóch czołowych ewangelikalnych deklaracji teologiczno-społecznych: Przymierza Lozańskiego (Lausanne Covenant) z 1974 r. i Manifestu Manilskiego (Manila Manifesto) oraz preambuły do statutu Światowego Aliansu Ewangelicznego. Od 1959 r. był jednym z kapelanów królowej brytyjskiej Elżbiety II.
Time zaliczył Stotta do 100 najbardziej wpływowych ludzi świata .

## Publikacje wydane w języku polskim
- Chrystus i ty, Warszawa 1981
- Poselstwo Drugiego Listu do Tymoteusza, Katowice 1991
- Biblia – księga na dzisiaj, Warszawa 1992
- Wizerunek Kaznodziei, 1998
- Krzyż Chrystusa, Katowice 2003
- Niezrównany, Katowice 2004
- Chrześcijanin a problemy współczesnego świata. Wybrane zagadnienia moralno-etyczne, Katowice 2009
- Radykalni uczniowie. Sercem oddani Chrystusowi, Wydawnictwo CLC, Katowice 2017 ISBN 978-83-64837-12-8
- Duch Święty i ty. Odkryj Jego chrzest i napełnienie, tłum. Rafał Orleański, Wydawnictwo CLC, Katowice 2018 ISBN 978-83-64837-33-3